# Ton (rivier)
De Ton is een riviertje van het Maasbekken in het arrondissement Virton in de Gaume, het zuiden van de Belgische provincie Luxemburg. 
De Ton ontspringt bij Châtillon en mondt uit in de Chiers, die op haar beurt in de Maas stroomt. De Ton vloeit 31,7 km door de Gaume of Belgisch Lotharingen en vormt uiteindelijk een aantal kilometers de grens tussen Frankrijk en België tot zij in een andere grensrivier, de Chiers, stroomt.

## Zijrivieren
- de Vire (Saint-Mard in de gemeente Virton)

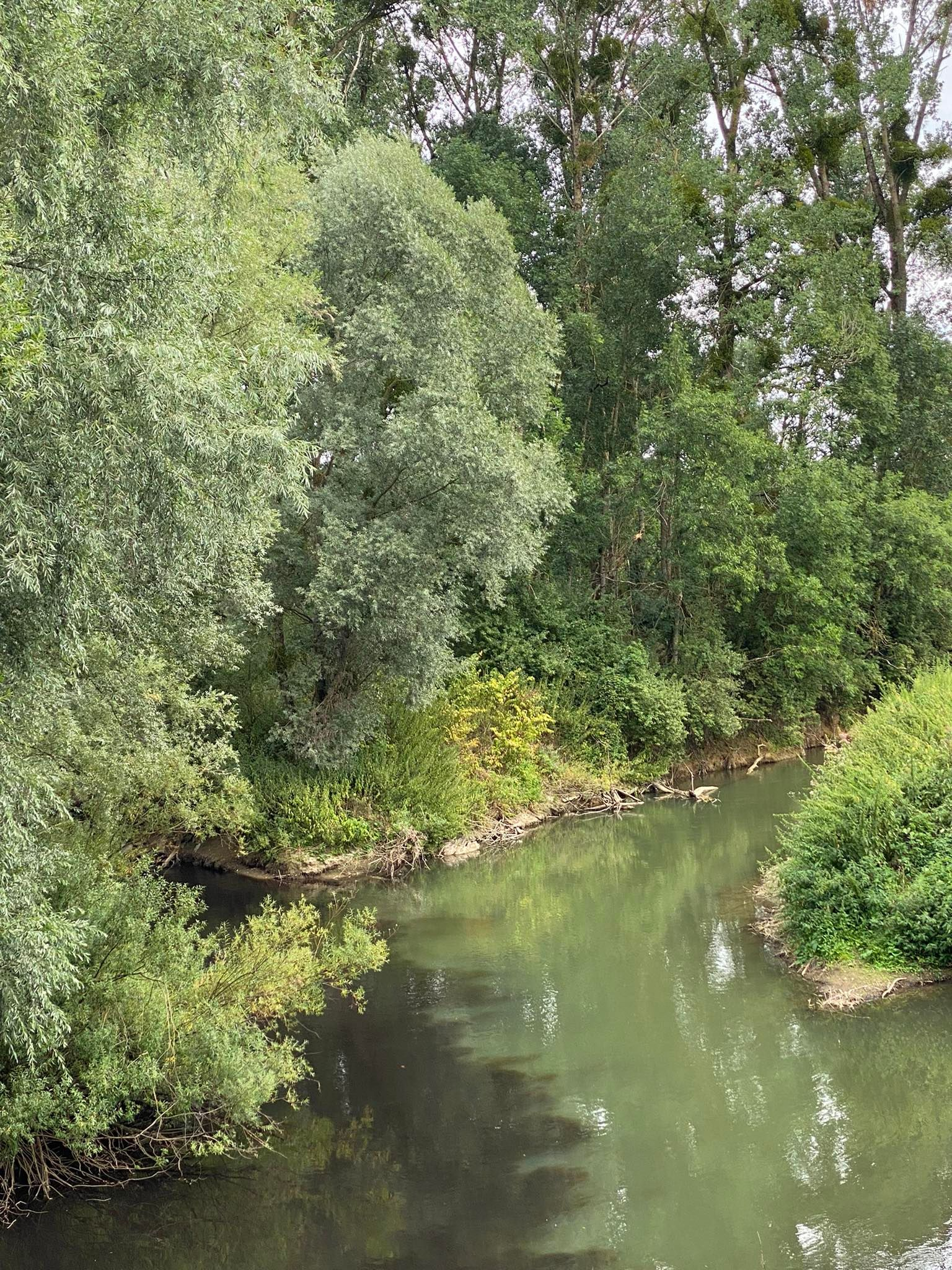
De monding van de Ton (links) in de Chiers (rechts) te Ėcouviez/Lamorteau

- de Chevratte
- de Couvreux (Écouviez)